# Westeregeln

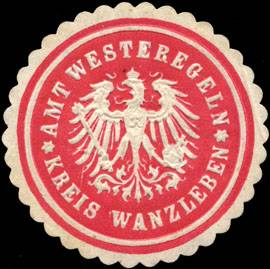
Siegelmarke Amt Westeregeln Kreis Wanzleben

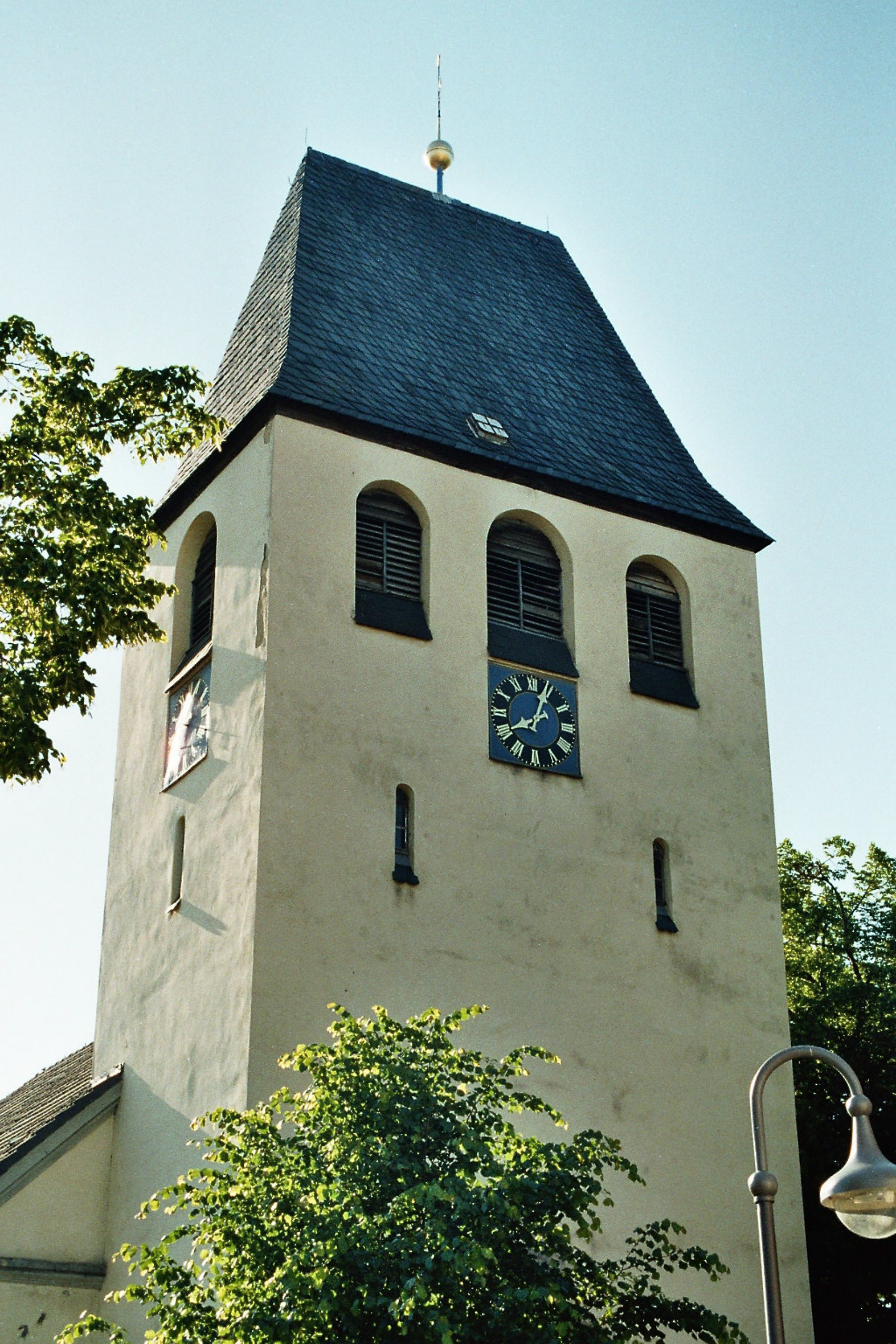
Die Kirche St. Jacobi

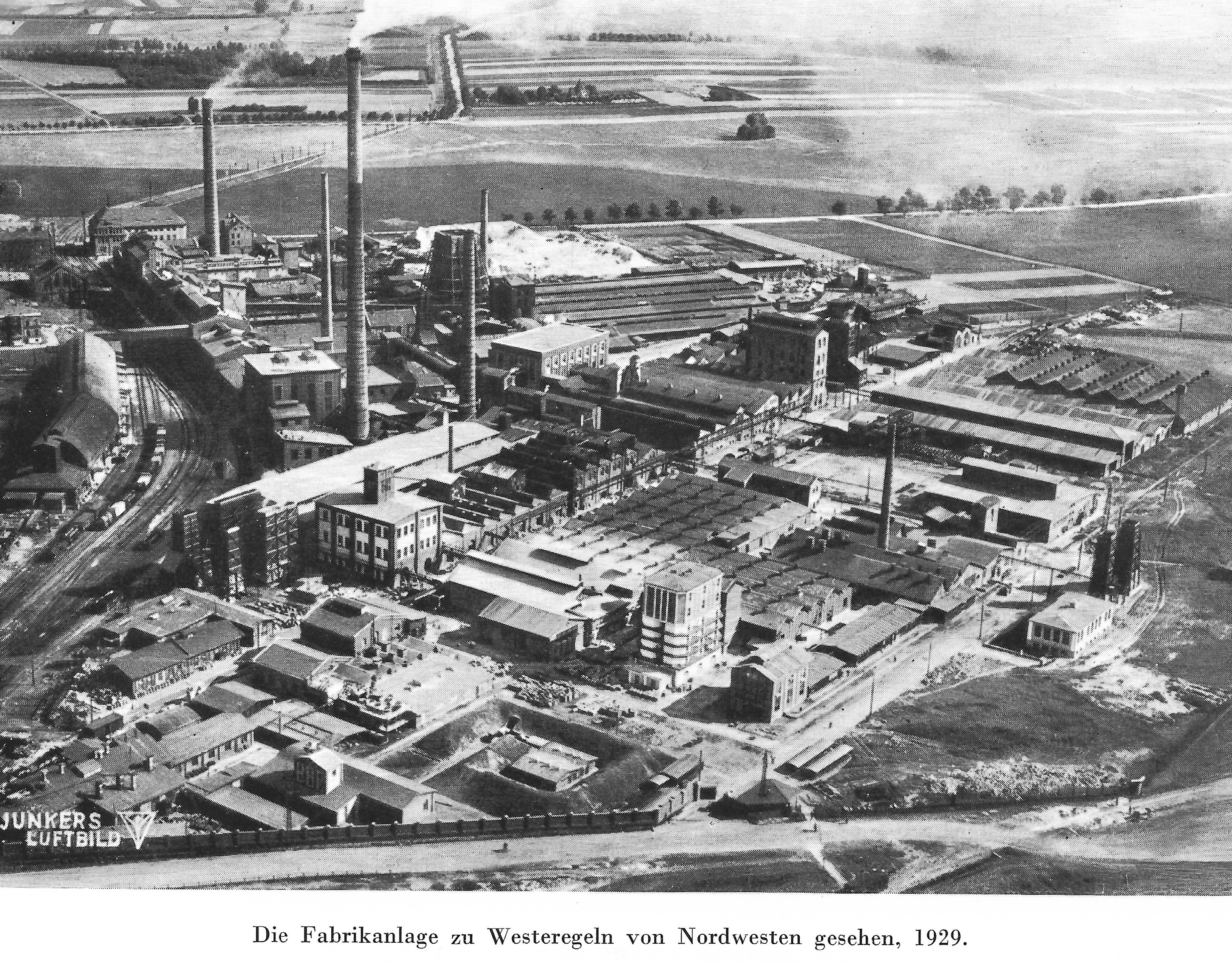
Luftbild des Werks der Aktiengesellschaft Consolidierte Alkaliwerke Westeregeln 1929 aus der Festschrift zum 50-jährigen Firmenjubiläum

Westeregeln ist ein Ortsteil der Gemeinde Börde-Hakel und liegt am nordwestlichen Rand des Salzlandkreises in Sachsen-Anhalt.
Der Ort liegt im Tal der Bode, etwa auf halbem Weg zwischen Magdeburg und Halberstadt.

## Geschichte
Erstmals urkundlich erwähnt wurde der Ort im Jahr 941 in einer Schenkungsurkunde des ostfränkischen Königs Otto I. 946 wurde in der Stiftungsurkunde des Klosters Gernrode Westeregeln erneut erwähnt. Es war damals ein Dorf mit 200 bis 300 Einwohnern. Bis 1227 war Westeregeln im Besitz des Klosters, danach gehörte es zum Erzbistum Magdeburg. Um 1200 wird der Turm der Kirche errichtet. Er ist ein spätromanischer Westklumpenturm und typisch für die damaligen Kirchturmbauten in der Magdeburger Börde. 1370 wird ein Ritter Hans als Eigentümer des Errittergutes Westeregeln genannt. 1680 wurde Westeregeln brandenburgisch. Das Rittergut wurde 1705 für 68.000 Reichstaler an das Domkapitel Magdeburg verkauft und fiel 1810 an den preußischen Staat. Preußen betrieb das Gut als Domäne Westeregeln. Die Domäne bestand aus 1849 Morgen Acker, 98 Morgen Wiesen, 279 Morgen Anger und 5,5 Morgen Gärten, einer Schäferei, eine Brauerei und einer Brennerei.
1547 wird erstmals das Zisterzienser-Nonnenkloster „Unserer lieben Mutter“ in Westeregeln erwähnt. Nach der Aufhebung des Klosters wurde das Klostergut als säkularer Landwirtschaftsbetrieb bis 1945 fortgeführt.
1553 erfolgte die Einführung der Reformation in Westeregeln. Im Dreißigjährigen Krieg wurde Westeregeln ab 1625 mehrfach geplündert. 1661 fand eine Bauernrevolte in Westeregeln statt, bei der der Assenburger Hof niedergebrannt und auch die Kirche beschädigt wurde. Auf die Instandsetzung der Kirche 1662 weist eine Inschrift auf der Kirche hin.
1781, 1785 und 1837 zerstörten Großfeuer große Teile des Ortes. 1757/58 im Siebenjährigen Krieg und 1806 wurde Westeregeln von französischen Truppen besetzt. Während die Franzosen 1758 gegen eine Zahlung von 3357 Talern auf Brandschatzung verzichteten, wird das Dorf 1806 drei Tage lang geplündert.
1834 begann der Braunkohleabbau auf einem Gelände hinter dem alten Friedhof. Bis 1860 wurden vier weitere Braunkohletagebaue sowie ein Tiefbau errichtet.
Einige Kilometer westlich der Gemeinde entdeckte Hugo Sholto Oskar Georg von Douglas unter einem Gipslager Kalisalz und sicherte sich die Bergrechte und begann 1875 mit der Förderung von Carnallit. Er gründete die „Kali und Steinsalz Bergwerk Douglashall“. Im Jahr 1881 wurde die in der Aktiengesellschaft „Consolidierte Alkaliwerke“ mit bestehenden Kali-Fabriken zu den „Consolidierten Alkaliwerken Westeregeln AG“ vereinigt. Das Kaliwerk in Westeregeln gehörte am Ende des 19. Jahrhunderts zu den weltweit größten seiner Art. 1922 schlossen sich die Consolidierten Alkaliwerke mit anderen Unternehmen zur „Werksgruppe Salzdetfurth-Aschersleben-Westeregeln“. 1926 erfolgte eine weitere Konsolidierung zum sogenannten „Kaliblock“ der späteren K+S. 1939 wurden die Consolidierten Alkaliwerken an die Deutsche-Solvay-Werke (DSW), eine Tochtergesellschaft des belgischen Solvay-Konzerns verkauft.
1881 wurde Westeregeln an das Bahnnetz angeschlossen. Die Bahnstrecke Staßfurt–Blumenberg führt über Westeregeln. Der Haltepunkt Westeregeln wurde 1902 eröffnet.
Die Industrialisierung hatte zu einem hohen Bevölkerungswachstum geführt. Aus den 1000 Einwohnern des Jahres 1831 waren bis 1931 4000 Einwohner geworden. 1933 wurde die katholische St.-Mechthild-Kirche eingeweiht.
Gegen Ende des Zweiten Weltkrieges befand sich nordwestlich des Ortes in der Kalischachtanlage III/IV ein Außenlager des KZ Buchenwald für 560 Häftlinge, die zur Zwangsarbeit eingesetzt wurden. Die auf dem Ortsfriedhof begrabenen zwei namentlich bekannten Polen, die Opfer der Zwangsarbeit wurden, gehörten wahrscheinlich diesem Außenkommando an.
In der SBZ wurde 1945 die Bodenreform durchgeführt. Die landwirtschaftlichen Großbetriebe wurden enteignet und 119 Neubauernstellen geschaffen. Die Neubauern sollten aber nur kurz ihre Grundstücke nutzen können. 1953 wurde die erste LPG in Westeregeln gegründet, 1960 waren alle selbstständigen Bauern in die LPG gezwungen. Auch die Betriebe in Westeregeln wurden in der DDR verstaatlicht. Der Braunkohleabbau wurde als Braunkohletagebau „Einheit“ zum VEB. Die Kunststoffindustrie wurde 1970 zum VEB Orbitaplast. Die Deutsche Solvay-Werke AG wurden nicht in einen VEB umgewandelt, da diese Auslandsbesitz waren. Sie wurden dennoch der HV Schwerchemie unterstellt und nach planwirtschaftlichen Prinzipien geführt.
Am 1. Januar 2010 schlossen sich die Gemeinden Westeregeln, Etgersleben und Hakeborn zur neuen Gemeinde Börde-Hakel zusammen.

## Religion
1553 wurde in Westeregeln die Reformation eingeführt. Die Kirchengemeinde Westeregeln mit der St.-Jakobi-Kirche gehört zum Pfarrbereich Egeln im Kirchenkreis Egeln der Evangelischen Kirche in Mitteldeutschland. Der Platz, an dem sich die Kirche befindet, ist nach Martin Luther benannt.
Nachdem sich wieder Katholiken in Westeregeln angesiedelt hatten, erfolgte 1927 die Einweihung einer katholischen Schule und von 1931 bis 1933 der Bau der St.-Mechthild-Kirche. Heute gehört die St.-Mechthild-Kirche zur Pfarrei St. Marien Staßfurt-Egeln mit Sitz in Staßfurt, im Dekanat Egeln des Bistums Magdeburg.

## Politik

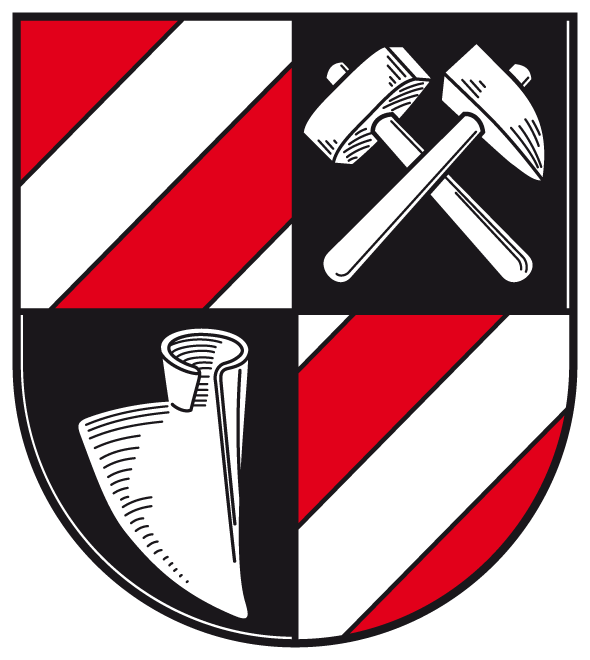
Wappen von Westeregeln

### Bürgermeister
Der letzte Bürgermeister der Gemeinde Westeregeln war Eckart Christel.

### Wappen
Das Wappen wurde am 5. April 1938 durch den Oberpräsidenten der Provinz Sachsen verliehen.
Blasonierung: „Geviert; Feld 1: von Rot und Silber dreimal schräglinks geteilt; Feld 2: in Schwarz gekreuzte silberne Berghämmer; Feld 3: in Schwarz eine silberne Pflugschar; Feld 4: von Silber und Rot dreimal schräglinks geteilt.“
Das alte Siegel zeigte drei Pflugscharen über den gekreuzten Berghämmern, das Ganze von Ähren umgeben. Kalibergbau und Landwirtschaft sind die Erwerbsquellen der Bewohner. Der von Rot und Silber schräggeteilte Schild ist das Wappen des um 1650 erloschenen Geschlechts von Westeregeln.
Das Wappen wurde von dem Magdeburger Staatsarchivrat Otto Korn gestaltet.
Die ehemalige Gemeinde führt eine Flagge. Die Flagge zeigt die Farben Rot - Silber (Weiß) mit aufgelegtem Wappen.

## Persönlichkeiten
- Karl August Ramdohr (1780–1845), Oberamtmann, Arzt, Zoologe und Imker
- Gottfried Leopold Schrader (1764–?), Pfarrer, Lehrer und Autor